# Gannachrus namaquanus
Gannachrus namaquanus är en insektsart som beskrevs av Pieter D. Theron 1979. Gannachrus namaquanus ingår i släktet Gannachrus och familjen dvärgstritar. Inga underarter finns listade i Catalogue of Life.